# Dokaz (istina)
Dokaz je dovoljan dokaz ili dovoljan argument za istinitost neke tvrdnje.
Ovaj koncept se primenjuje u različitim disciplinama, pri čemu priroda dokaza ili opravdanja i kriterijumi dovoljnosti zavise od područja. U oblasti usmene i pismene komunikacije kao što su razgovor, dijalog, retorika itd, dokaz je ubedljiv perlokucioni govorni čin, koji pokazuje istinitost tvrdnje. U bilo kojoj oblasti matematike definisanoj njenim pretpostavkama ili aksiomama, dokaz je argument kojim se uspostavlja teorema te oblasti putem prihvaćenih pravila zaključivanja počevši od tih aksioma i drugih prethodno utvrđenih teorema. Predmet logike, posebno teorija dokaza, formalizuje i proučava pojam formalnog dokaza. U nekim oblastima epistemologije i teologije, pojam opravdanja igra približno ulogu dokaza, dok je u jurisprudenciji odgovarajući termin evidencija, sa „teretom dokazivanja“ kao konceptom zajedničkim filozofiji i pravu.
U većini disciplina, dokazi su potrebni da bi se nešto dokazalo. Dokazi se crpe iz iskustva sveta oko nas, pri čemu nauka dobija svoje dokaze iz prirode, zakon dobija svoje dokaze od svedoka i forenzičke istrage, i tako dalje. Značajan izuzetak je matematika, čiji su dokazi izvučeni iz matematičkog sveta započetog aksiomima i dalje razvijenog i obogaćenim teoremama koje su ranije dokazane.
Tačan dokaz koji je dovoljan da se nešto dokaže je takođe veoma zavisan od područja, obično bez apsolutnog praga dovoljnosti na kojem dokaz postaje dokaz. U zakonu, isti dokazi koji mogu da ubede jednu porotu ne mogu ubediti drugu. Formalni dokaz predstavlja glavni izuzetak, gde su kriterijumi dokazivanja čvrsti i nedopustivo je braniti bilo koji korak u obrazloženju kao „očigledan“ (osim neophodne sposobnosti onoga koji dokazuje i onoga kome se dokazuje, da ispravno identifikuje bilo koji simbol koji se koristi u dokazu); da bi se dobro formirana formula kvalifikovala kao deo formalnog dokaza, ona mora biti rezultat primene pravila deduktivnog aparata nekog formalnog sistema na prethodne dobro formirane formule u nizu dokaza.
Dokazi su izvođeni od antike. Aristotel je koristio zapažanje da obrasci prirode nikada ne pokazuju mašinsku uniformnost determinizma kao dokaz da je slučajnost inherentni deo prirode. S druge strane, Toma Akvinski je posmatranje postojanja bogatih obrazaca u prirodi koristio kao dokaz da prirodom ne vlada slučajnost.
Dokazi ne moraju biti verbalni. Pre Kopernika, ljudi su uzimali prividno kretanje Sunca preko neba kao dokaz da je Sunce obišlo Zemlju. Odgovarajući inkriminišući dokazi ostavljeni na mestu zločina mogu poslužiti kao dokaz identiteta izvršioca. Nasuprot tome, verbalni entitet ne mora da tvrdi da bi predstavljao dokaz te propozicije. Na primer, potpis predstavlja direktan dokaz autorstva; manje direktno, analiza rukopisa može se podneti kao dokaz autorstva dokumenta. Privilegovane informacije u dokumentu mogu poslužiti kao dokaz da je autor dokumenta imao pristup toj informaciji; takav pristup bi zauzvrat mogao da utvrdi lokaciju autora u određeno vreme, što bi onda moglo da obezbedi autoru alibi.